# アンリ・テキシェ
アンリ・テキシェ（Henri Texier、1945年1月27日）は、フランスのジャズ・ダブルベース奏者。
16歳のとき、ダブルベースに魅了されたテキシェは独学でベーシストとなり、最も影響を受けたのはウィルバー・ウェアだったと語っている。ドン・チェリーやオーネット・コールマンの音楽に触発され、ジョルジュ・ロカテリ、アラン・タバール・ヌーヴァル、ジャン＝マックス・アルバート、クラウス・ハーゲルとともに最初のグループを結成した。録音された資料がほとんど存在しないにもかかわらず、このグループはフランスにおけるフリー・ジャズの最初の表現の1つとなっている（1965年）。
1968年から1972年まで、テキシェはジョルジュ・グルンツ、ゴードン・ベック、ダニエル・ユメールとともに、フィル・ウッズと彼のヨーロピアン・リズム・マシーンのメンバーを務めた。1970年代を通じてテキシェはヨーロッパのジャズ界で活躍を続け、ジョン・アバークロンビーやディディエ・ロックウッドなどのミュージシャンと共演した。1982年にルイ・スクラヴィスとカルテットを結成。また、ロマーノ＝スクラヴィス＝テキシェというトリオとして、写真家ギィ・ル・ケレックが見たアフリカをテーマにした3枚のアルバム『Carnet de routes』『Suite Africaine』『African Flashback』でコラボレーションした。

## ディスコグラフィ

### リーダー・アルバム
- Total Issue (1971年、United Artists) ※Total Issue名義
- Amir (1976年、Eurodisc)
- Humair Jeanneau Texier (1979年、Owl)
- Varech (1979年、JMS)
- A Cordes et a Cris (1979年、JMS)
- Akagera (1980年、JMS) ※with ダニエル・ユメール、フランソワ・ジャンノー
- La Companera (1983年、Caratini)
- Paris-Batignolles (1986年、Label Bleu) ※with ジョー・ロヴァーノ
- Eric Barret/Aldo Romano/Henri Texier (1988年、Carlyne)
- 『イズラズ』 - Izlaz (1988年、Label Bleu)
- 『コロネル・スコプジェ』 - Colonel Skopje (1989年、Label Bleu)
- Up Date 3.3 (1990年、Label Bleu) ※with ダニエル・ユメール、フランソワ・ジャンノー
- The Scene Is Clean (1991年、Label Bleu)
- An Indian's Week (1993年、Label Bleu)
- Tresse (1993年、SplascH) ※with ピエトロ・トノーロ、アルド・ロマーノ
- Carnet de Routes (1995年、Label Bleu) ※with アルド・ロマーノ、ルイ・スクラヴィス
- Respect (1997年、Label Bleu)
- Le Coffret JMS (1998年、JMS)
- Mosaic Man (1998年、Label Bleu)
- Carnet de Routes Suite African (1999年、Label Bleu) ※with アルド・ロマーノ、ルイ・スクラヴィス
- 『粘土の城壁』 - Remparts D'Argile (2000年、Label Bleu)
- Strings' Spirit (2002年、Label Bleu)
- Mad Nomads (2002年、Label Bleu)
- Holy Lola (2004年、Normal)
- Vivre (2004年、Label Bleu)
- African Flashback (2005年、Label Bleu) ※with アルド・ロマーノ、ルイ・スクラヴィス
- Alerte a L'Eau Water Alert (2006年、Label Bleu)
- Love Songs Reflexions (2008年、Label Bleu)
- Canto Negro (2011年、Label Bleu)
- 3+3 with Romano Sclavis (2012年、Label Bleu)
- At L'Improviste (2013年、Label Bleu)
- Sky Dancers (2016年、Label Bleu)
- Dakota Mab Live at Theater Gutersloh (2016年、Intuition)
- Sand Woman (2018年、Label Bleu)
- Chance (2020年、Label Bleu)
- Heteroklite Lockdown (2022年、Label Bleu)

### 参加アルバム
アルド・ロマーノ
- Just Jazz (2008年、Dreyfus)
- Complete Communion to Don Cherry (2010年、Dreyfus)
- Desireless (2010年、Musica Jazz)
- Liberi Sumus Live Au Triton (2014年、Le Triton)

ランディ・ウェストン
- African Cookbook (1969年、Polydor)
- Niles Littlebig (1969年、Polydor)
- Randy Weston's African Rhythms (2002年、Comet)

フィル・ウッズ
- Alive and Well in Paris (1968年、Pathe)
- At the Montreux Jazz Festival (1970年、MGM)
- Phil Woods and His European Rhythm Machine (1970年、Pierre Cardin)
- At the Frankfurt Jazz Festival (1971年、Embryo)

その他
- ジョルジュ・アルヴァニタス、ミシェル・グレイエ : 『ピアノ・パズル』 - Pianos Puzzle (1970年、Saravah)
- クロード・バルテルミー : Jaune et Encore (1979年、Cobalt)
- ジャン・ジャック・ビルジェ : Sarajevo Suite (1994年、L'Empreinte)
- アート・ファーマー : What Happens? (1968年、Campi)
- クラウディオ・ファゾーリ : Ten Tributes (1995年、RAM)
- クラウディオ・ファゾーリ : Trois Trios (1999年、SplascH)
- ジェフ・ギルソン : Enfin! (1963年、Club de L'Echiquier)
- ジェフ・ギルソン & ジャン＝リュック・ポンティ : OEil Vision (1964年、Club de L'Echiquier)
- ジミー・ガーリー : Graffitti (1977年、Promophone)
- ミシェル・ゴダール & ジャン・マーク・パドヴァー二 : Comedy (1987年、Big Noise)
- ジョルジュ・グルンツ : 2001 Keys Piano Conclave (1974年、Atlantic)
- アンリ・グェドン : Afro Temple (1984年、Le Chant du Monde)
- スライド・ハンプトン : Mellow-dy (1992年、LRC)
- ダニエル・ユメール : Surrounded 1964 & 87 (1987年、Blue Flame)
- フランソワ・ジャノー : Ephemere (1977年、Owl)
- フランソワ・ジャノー : Terrains Vagues (1983年、Owl)
- ビル・キース : Bill Keith & Jim Collier (1979年、Hexagone)
- リー・コニッツ & マーシャル・ソラール : European Episode (1969年、Campi)
- リー・コニッツ & マーシャル・ソラール : Impressive Rome (1969年、Campi)
- ギィ・ラフィット : Blues (1969年、Vega)
- ギィ・ラフィット : Blues in Summertime (1971年、RCA Victor)
- ジュリアン・ルロ : The Rise (2001年、Label Bleu)
- ジョー・ロヴァーノ : Worlds (1990年、Label Bleu)
- コレット・マニー : Chansons Pour Titine (1983年、Le Chant du Monde)
- コレット・マニー : Feu et Rythme & Un Juif a La Mer Un Palestinien Au Napalm (1992年、Scalen'Dis)
- パトリス・メイヤー : Racines Croisees (1982年、Music'Al)
- パトリス・メイヤー : Dromadaire Viennois (1986年、FMR)
- ジャン・マーク・パドヴァー二 : Demain Matin (1983年、Metro)
- アンリ・ルノー : Blue Cylinder (1970年、PSI)
- カトリーヌ・リベロ : Libertes? (Fontana, 1975年、)
- ラリー・シュナイダー : So Easy (1988年、Label Bleu)
- ハル・シンガー : Soul of Africa (2008年、Kindred Spirits)
- マーシャル・ソラール : Locomotion (1974年、PSI)